# Girls’ Generation (Album, 2011)
Girls’ Generation ist das erste japanischsprachige Musikalbum der gleichnamigen Pop-Gruppe Girls’ Generation. Es wurde am 1. Juni 2011 von Nayutawave Records veröffentlicht. Das Album trägt auch den gleichen Namen wie das erste Album der Gruppe, Girls’ Generation.

## Veröffentlichung
Das Album erschien am 1. Juni 2011 in drei verschiedenen Versionen: einer Deluxe First Press Edition, einer Limited Edition und einer Regular Edition. Letztere enthält lediglich die Musik-CD. Die Limited Edition enthält neben der CD noch eine DVD mit Musikvideos, ein Poster und ein Fotobuch. Die Deluxe First Press Edition kommt in einer großen Box daher und beinhaltet zusätzlich noch eine Handtasche.

## Titelliste
| Nr. | Titel                     | Songschreiber                                                                                | Länge |
| --- | ------------------------- | -------------------------------------------------------------------------------------------- | ----- |
| 1   | MR.TAXI                   | Allison Veltz, Paolo Prudencio, Charles M. Royc, Scott Pearson Mann, STY                     | 3:36  |
| 2   | GENIE                     | Anne Judith Wik, Robin Jenssen, Ronny Svendsen, Nermin Harambasic, Fridolin Nordsø Schjoldan | 3:45  |
| 3   | you-aholic                | STY, Lindy Roberts, E. Kidd Bogart, Greg Ogan, Spencer Nezey                                 | 3:29  |
| 4   | Run Devil Run             | Alex James, Busbee, Kalle Engström, Kanata Nakamura                                          | 3:22  |
| 5   | BAD GIRL                  | HIRO, Jörgen Elofsson, Jesper Jakobson, Lauren Dyson                                         | 3:44  |
| 6   | Beautiful Stranger        | HIRO, Leah Haywood, Daniel James, Evan Rogers, Carl Sturken                                  | 2:42  |
| 7   | I’m In Love With The HERO | Kanata Nakamura, Leah Haywood, Daniel James, Kevin Christopher Ross, Bret Carlson Puchir     | 2:48  |
| 8   | Let It Rain               | HIRO, Love, Habolin                                                                          | 3:40  |
| 9   | Gee                       | E-Tribe, Kanata Nakamura                                                                     | 3:22  |
| 10  | THE GREAT ESCAPE          | STY, Andre Merrit, E. Kidd Bogart, Greg Ogan, Spencer Nezey                                  | 3:49  |
| 11  | 훗 (HOOT)                 | Alex James, Lars Halvor Jensen, Martin Michael Larsson                                       | 3:17  |
| 12  | BORN TO BE A LADY         | Leah Haywood, Daniel James, Shelly Peiken                                                    | 3:56  |

## DVD
| Nr. | Musikvideo | Version                    |
| --- | ---------- | -------------------------- |
| 1   | MR.TAXI    | Originalversion            |
| 2   | MR.TAXI    | Danceversion               |
| 3   | GENIE      | Japanische Originalversion |
| 4   | Gee        | Japanische Originalversion |

## Rezeption und Chartplatzierungen
Nick Butler von Sputnik Music bewertete das Album mit 3,5 von 5 Punkten. Er kritisierte die vielen elektronischen Effekte, die in den Liedern verwendet wurden und war leicht enttäuscht, dass keiner der Songs die Qualitäten von Gee erreicht. Allerdings lobte er, dass sehr viele gute Lieder auf dem Album enthalten seien, was bei modernen Pop-Album heute nur noch selten der Fall sei. Die Musik bezeichnete er als „sonnigen fühl-dich-gut-Pop“ („sunny, feel-good pop“). Das amerikanische Musikmagazin Spin nahm das Album in seine Liste der besten Pop-Alben von 2011 als Platz 18 auf. Als Höhepunkt des Albums bezeichnete der Schreiber Charles Aaron das Lied „Run Devil Run“.
Das Album wurde in Japan mit Doppel-Platin ausgezeichnet. 2012 wurde das Album bei den MTV Video Music Awards Japan als Bestes Album des Jahres ausgezeichnet.
| ChartsChartplatzierungen | Höchstplatzierung | Wochen |
| ------------------------ | ----------------- | ------ |
| Japan (Oricon)           | 1 (83 Wo.)        | 83     |

| ChartsJahrescharts (2011) | Platzierung |
| ------------------------- | ----------- |
| Japan (Oricon)            | 5           |

| ChartsJahrescharts (2012) | Platzierung |
| ------------------------- | ----------- |
| Japan (Oricon)            | 25          |